# 德国—马来西亚关系

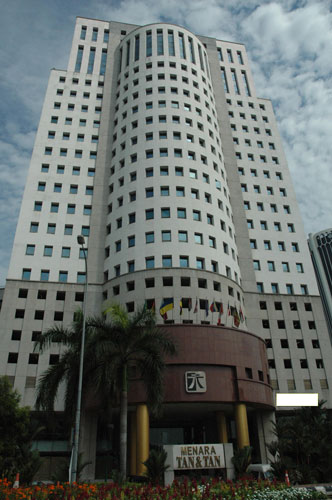
位于吉隆坡的德国驻马来西亚大使馆

德国—马来西亚关系（英語：Germany–Malaysia relations）是德国与马来西亚之间的外交关系。德国在吉隆坡设有大使馆，马来西亚在柏林设有大使馆。
2002年3月17日，马来西亚首相马哈迪·莫哈末抵达慕尼黑进行为期四天的访问，反恐战争和双边贸易成为马哈迪在德国访问的主要议程。
2003年5月11日，德国总理格哈特·施罗德抵达马来西亚进行为期三天的“历史性访问”，成为第一位到访马来西亚的德国总理。在施罗德访问期间，双方同意成立联合经济委员会以促进贸易。